# 田中恭一
田中 恭一（たなか きょういち、1931年7月8日 - 2024年3月10日）は、日本の実業家で、株式会社メニコンの創業者、会長。日本コンタクトレンズ協会名誉会長。愛知県葉栗郡木曽川町（現：一宮市）出身。

## 生涯
国民学校高等科を卒業後、手先の器用さを買われて名古屋市の老舗眼鏡店、玉水屋に勤務。そこに訪れたアメリカ軍将校夫人からコンタクトレンズを持っているという話を聞くものの、どうしても見せてもらえなかったことに発奮し、独学でレンズの開発に取り組む。デザインの設計から加工、装用実験など全て独自に行ない、1951年、それまで国内で研究されていた白目まで全てを被う強角膜コンタクトレンズではなく、現在のハードコンタクトレンズとほぼ同じ黒目のみを被うタイプを、日本で初めて開発した。後に、玉水屋店頭には『コンタクトレンズ誕生の地』の記念プレートが設置された。また、生誕地である一宮市木曽川町の白山神社参道入り口（愛知県道175号江南木曽川線の本線とバイパス分岐点）付近にも記念の石碑が設置されている。
1952年に日本コンタクトレンズ研究所を創設。1957年に日本コンタクトレンズ株式会社を設立。1965年に東洋コンタクトレンズ株式会社に社名変更。1967年に『メニコン』の名を商標登録。1982年に東洋コンタクトレンズ株式会社（研究・製造部門）と株式会社メニコン（販売部門）に分離。1987年に再統合し、新生メニコンとなる。1995年、藍綬褒章受章。2000年からメニコン会長。
2024年3月10日午後1時35分、老衰のため死去。92歳没。

## 人物
- 趣味は達磨の刻画で、達磨大師ゆかりの中国の嵩山少林寺はじめ、日本達磨会の名刹多数に奉納。2018年には作品集『メニコン創業者会長田中恭一「達磨大師」刻画の世界:心眼』[6]にまとめている。
- 清須市の清洲山王宮日吉神社を崇敬しており、メニコンの神事を委ねている[7]。

## 著書
- 無から有を創造する楽しさ（2014年4月、中部経済新聞社）